# Alexander Elliot
Alexander Elliot, född 8 december 2004 i Toronto i Ontario, är en kanadensisk skådespelare. Hans kändaste insats är i rollen som Joe Hardy i TV-serien The Hardy Boys (2020–2023). Han spelar mot bland annat Rohan Campbell i denna TV-serie.
Alexander Elliot påbörjade sin karriär som skådespelare, samt även som dansare, när han var sex år gammal. Han har också medverkat i en del andra produktioner, såsom Ett fall för KLURO (2018), Locke & Key (2020) och Violent Night (2022).

## Filmografi (i urval)

### Filmer
- 2022 – Violent Night
- 2023 – Thanksgiving

### TV-serier
- 2018 – Ett fall för KLURO (TV-serie)
- 2020 – Locke & Key (TV-serie)
- 2020–2023 – The Hardy Boys (TV-serie)
- 2021 – Murdoch Mysteries (TV-serie)
- 2021 – Workin' Moms (TV-serie)
- 2024 – Law & Order Toronto: Criminal Intent (TV-serie)